# Montalto delle Marche
Montalto delle Marche est une commune italienne d'environ 2 000 habitants, située dans la province d'Ascoli Piceno, dans la région Marches, en Italie centrale.

## Géographie
Le territoire de Montalto delle Marche est situé dans la zone collinaire entre la côte Adriatique et la chaîne des Sibillini. 
La composition urbaine est structurée autour d'un village central (Montalto) et trois hameaux: Porchia, Patrignone et une agglomération urbaine en C.da Lago (Valdaso). 
Les hameaux de Porchia et Patrignone, autrefois des municipalités autonomes, sont des villages d'origine médiévale avec des murs d'enceinte et des bourgs fortifiés. 
La fortification centrale de Montalto présente trois portes d'entrée bien conservées, ainsi que l'ensemble du village médiéval, qui se compose de trois zones principales: le Cassero, la Peracchia et Piazza Umberto I. 

## Histoire
Le territoire de Montalto était déjà habité à l'époque préhistorique: dans le Musée Archéologique sont conservés nombreuses pièces du néolithique (6 000 av. J-C) et des populations des Appenninis (2 500 av. J.-C.), ainsi que des Picentins (VIIe siècle av. J.-C.), et de l'époque romaine. 
Au début du XIVe siècle, les communautés locales s'organisaient dans les Communes libres de Montalto, Patrignone et Porchia.  
Entré dans l'orbite du Presidato Farfense, Montalto élit indépendamment son Podestà à partir de 1418.  
En 1586, en suivant la volonté du pape Sixte V (originaire de Montalto), la ville dévient le siège du Presidato (Etat de Montalto) qui comprenait 13 communes. De plus, à la demande du pape, une Monnaie est fondée (Zecca di Sisto V). 
En 1798, lors de la Campagne d'Italie, la population de Montalto se soulève contre l'armée française, et Barnaba Castiglioni (futur pape Pie VII, à l'époque évêque de Montalto) est arrêté et déporté à Mantoue. 
Avec la restauration de 1816, Montalto devient la capitale du district qui comprend les villes de Amandola, Offida, Ripatransone et San Benedetto del Tronto. 
L'Etat de Montalto sera définitivement supprimé en 1816, avec la fin des États pontificaux et l'unification de l'Italie.   
Parmi les "noms illustres" des habitants de Montalto:
- Pape Sixte V
- Giuseppe Sacconi, architecte et concepteur du Monument à Victor-Emmanuel II (Rome)

## Économie

### Evolution démographique
Pour des raisons techniques, il est temporairement impossible d'afficher le graphique qui aurait dû être présenté ici.

## Monuments et patrimoine
- Cathédrale de Montalto delle Marche
- Église de Sant'Agostino
- Palais Sacconi
- Palais des Paradisi, avec église de Saint Pierre
- Palais Pasqualini
- Palais du Gouverneur de l'État de Montalto (aujourd'hui hôtel de ville)
- Église de Sancta Maria in Viminatu (Patrignone )
- Église de Sainte Lucie (Porchia )
- Oratoire de la Madone de Reggio (Beata Vergine della Ghiara)
- Église de la Madonna Tonna
- Église de l'Annunziata

## Culture
Sur tout le territoire, de nombreux musées et archives témoignent de la richesse culturale de la ville de Montalto et de sa longue histoire:

### Archives historiques
Contenant des anciens documents, intégralement restaurés, dont le "Breve Recordationis" (1170), le "Castrum Vetustior" (1320) et les manuscrits de Felice Peretti. À l'intérieur, une bibliothèque historique.

### Musée Archéologique de Montalto
Installé dans le "Palazzo dei Presidi", construit par le pape Sixte V comme siège du gouvernement de l’État de Montalto.

### Musée de la prison
Situé à l'intérieur des anciennes prisons du Presidato Sistino.

### Musée épiscopal Sixtine
Situé dans le séminaire épiscopal, les archives du Chapitre conservent les précieux documents de l'ancien diocèse de Montalto.

### Galerie d'Art Civique
Située au dernier étage de l'Hôtel de Ville, contient des peintures et des œuvres historique de la communauté de Montalto. Parmi les plus intéressantes: le mobilier et les vêtements des magistrats (appelés Prieurs en 1500), l'argent de la Monnaie de Montalto (dit "quattrini"), des peintures sacrées et une série de portraits dont ceux du pape Sixte V et de sa sœur Camilla Peretti. Enfin, une porte de la ville du XVIIe siècle en bois sculpté, appelée Porta dei Leoni.  

### Musée ethnographique "l'eau, la terre, la toile"
Installé au sous-sol du bâtiment municipal, le musée offre une architecture évocatrice, avec des voûtes royales, des arcades, un ancien puits d'eau ainsi que, sous terre, un petit labyrinthe de grottes aux voûtes croisées de tunnels voûtés.

## Événements et associations

### La Notte delle Streghe e dei Folletti
Depuis 1991, la "Notte delle Streghe e dei Folletti" (la nuit des sorcières et des elfes) est l'événement caractéristique de la période estivale. Il a lieu chaque année, les 12-13-14 août. À l'intérieur du bourg médiéval de Montalto, sorcières, elfes et gobelins revivent avec les enfants trois nuits de magie, entre les ruelles et les places de la ville, jusqu'à ce que la méchante sorcière brûle sur la place principale.

### MyClan
Ce club de jeunes, fondé en 2010, organise de nombreux événements (tournois sportifs, expositions, concerts, soirées à thème...), ainsi que la fête patronale de San Vito (15 juin) et la "Casserata", une kermesse culinaire qui se tient chaque année le troisième week-end de juillet. 

### Chœur "La Cordata"
"La Cordata" est un chœur d'inspiration alpine et populaire, composé uniquement de voix masculines, créé en 1984 lors d'une randonnée dans les monts Sibyllins (dans l'ermitage de St Leonardo, à la présence de Père Pietro Lavini). 
Au fur et à mesure de sa préparation musicale, il a participé à plus de 365 concerts importants et critiques de chorales dans diverses villes italiennes et étrangères, recevant les acclamations unanimes du public et des critiques du monde entier, avec des jugements positifs de commissions d'écoute et d'illustres musiciens. Le chœur est dirigé depuis sa fondation par M. Patrizio Paci, alpin lors de son service militaire à Trente, où il mûrit sa passion pour les chants de montagne. 
Depuis 1988, "La Cordata" organise le "Festival degli Appennini", un concert annuel accueillant le meilleur des chorales populaires et de montagne.

## Administration
| Période     | Période     | Identité          | Étiquette     | Qualité |
| ----------- | ----------- | ----------------- | ------------- | ------- |
| 27 mai 2019 | En cours    | Daniel Matricardi | Montalto Viva | Maire   |
| 26 mai 2014 | 26 mai 2019 | Raffaele Tassotti | Montalto Viva | Maire   |

### Hameaux
Patrignone et Porchia

### Communes limitrophes
Carassai, Castignano, Cossignano, Monte Rinaldo, Montedinove, Montelparo, Ortezzano

### Jumelage
- Montreuil-le-Gast

## Sport

### Football
L'équipe principale est le "F.C. Montalto 1979". Les couleurs du club sont le jaune et le rouge, et le stade est le "Campo Sportivo Comunale Funari". 
Le hameau de Porchia est représenté par l'équipe "Atletico Porchia". 

### Tennis
Depuis 2012, le club de tennis "Il Salice" a été ouvert au public, avec un court en terre rouge qui a vu grandir les amateurs de ce sport dans le territoire de Montalto.

### Motocross
Une piste de motocross "Lugugnano Cross Park" est très active dans le district de Lugugnano, depuis 2001. Le LMT Racing Team est l'équipe residente, qui pratique competitions régionaux et nationaux.